# Wrightbus New Routemaster
Le New Routemaster est un autobus à impériale hybride diesel-électrique, dû au constructeur nord irlandais Wrightbus avec l'aide du designer Thomas Heatherwick pour la compagnie londonienne de transports en commun. Le premier exemplaire a été mis en service le 27 février 2012. À l'origine, il était appelé "Nouveau bus pour Londres".

## Contexte
Bien qu'entièrement nouveau dans sa conception, il conserve la plate-forme arrière ouverte "hop-on hop-off" similaire à celle de l'ancien Routemaster, mise au goût du jour pour répondre aux exigences d'accessibilité des autobus modernes.

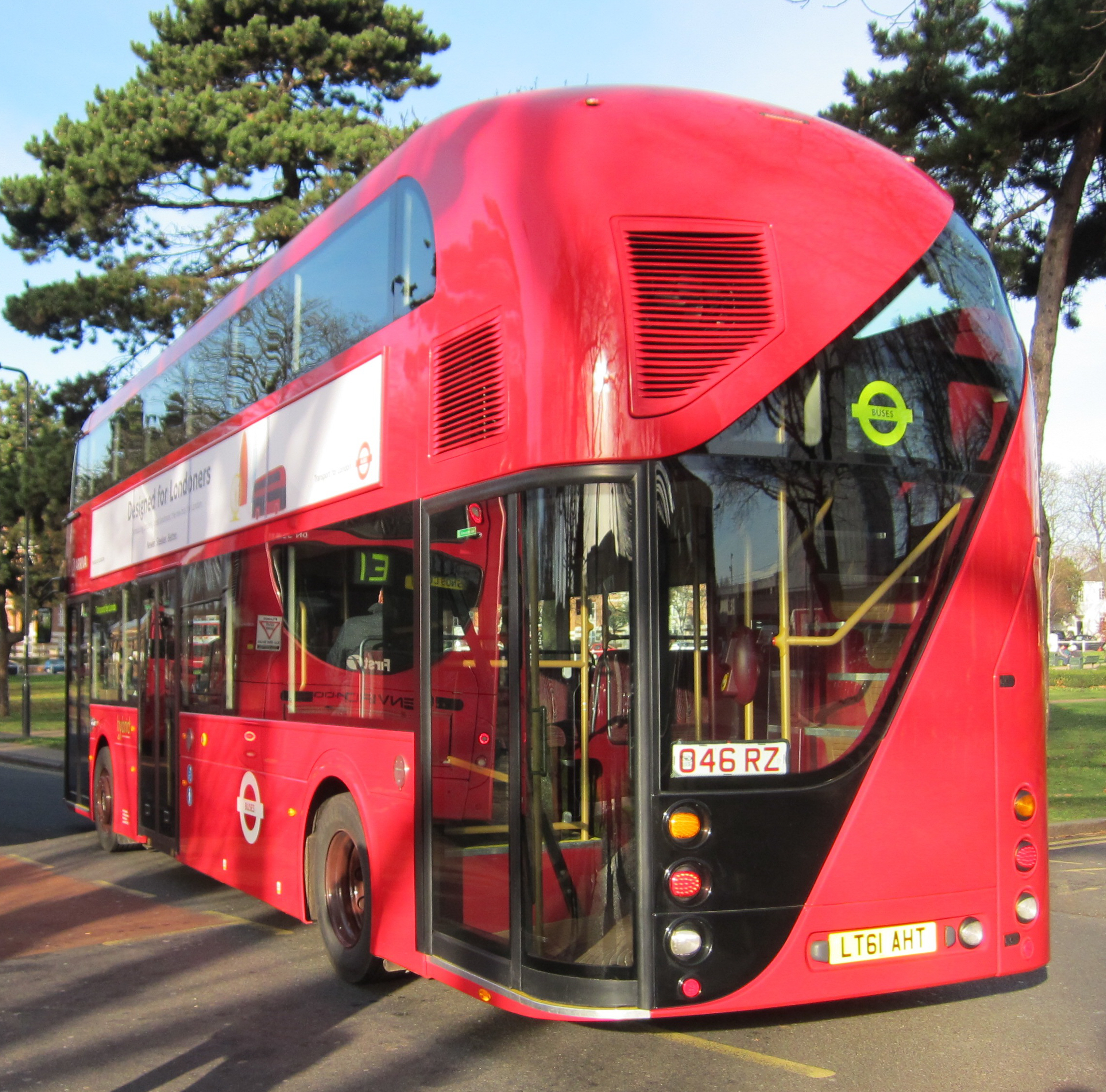
Accès sur la plateforme arrière d'un New Routemaster (modifié en 2015)

Le nouveau Routemaster est l'autobus le plus cher du monde, selon le maire de Londres, Boris Jonhson. Il est facturé £354.000 l'unité
Il remplace le fameux autobus à impériale londonien, présenté en 1954, l'AEC Routemaster avec sa plate-forme arrière ouverte contrôlée par un receveur. Après un demi-siècle, il a été retiré du service en fin d'année 2005, au profit du nouveau Routemaster moderne plus accessible et ne nécessitant qu'une seule personne à bord, le conducteur. Le retrait des anciens Routemaster est devenu un sujet très épineux lors de l'élection du maire de Londres en 2008 avec le candidat Boris Johnson, élu maire, qui avait pris l'engagement, durant la campagne, de faire circuler un nouveau Routemaster dans les rues de Londres. À la suite d'un concours de conception en 2008, le constructeur Wrightbus a été retenu pour construire le nouvel autobus en fin d'année 2009. La conception finale a été validée en mai 2010. 

## Conception
La conception du nouvel autobus à impériale est largement inspirée de son prédécesseur, l'AEC Routemaster. Il comprend par contre trois larges portes et deux escaliers pour fluidifier l'embarquement et la sortie. Contrairement à l'ancien, le nouveau modèle a une face avant complète au lieu de la "demi-cabine" à capot et une plate-forme arrière avec une porte à la place d'un accès ouvert en permanence. Son agencement lui permet d'être exploité par le conducteur sans avoir recours à un receveur. Le coût exorbitant de chaque bus était de 355.000 £ivres en moyenne sur la période de livraison de quatre ans, (soit 34% de plus que celui d'un Iveco Urbanway hybride 18 mètres articulé, avec une capacité de 160 passagers, un moteur diesel de (286 cv) 210 kW et un électrique de 200 kW). 

Le dernier New Routemaster a été livré en décembre 2017. 
En 2020, "Transport for London" a annoncé que ces Routemaster seraient modifiés afin d'obliger les passagers à n'entrer que par la porte d'entrée avant, les portes centrale et arrière devenant uniquement des sorties. Cela afin de réduire l'évasion tarifaire, qui est du double que celle constatée sur les autres autobus londoniens.

## Le Routemaster à Londres
La première série AEC Routemaster avait été conçue pour les transports urbains de Londres et exploités en grande partie à Londres. Plus de 2.800 Routemaster ont été construits de 1956 à 1968 et beaucoup ont survécu jusqu'en 2005. 
Depuis le 31 décembre 2000, tous les nouveaux autobus livrés au Royaume-Uni doivent être conformes à la Disability Discrimination Act 1995, ce qui a conduit au développement d'autobus à plancher bas accessibles aux PMR. Les autobus anciens ont bénéficié d'une dérogation les autorisant à circuler à Londres jusqu'au 23 octobre 2009 et dans le reste du Royaume-Uni jusqu'au 22 octobre 2014. 
Le premier Maire de Londres, Ken Livingstone, a soutenu le Routemaster pendant son premier mandat (2000-2004), indiquant que le type serait conservé en quantité limitée dans l'attente de leur renouvellement. Il avait promis de convertir l'ensemble du parc de bus londonien avec des véhicules à plancher surbaissé avant fin octobre 2009, date qui a été repoussée au 1er janvier 2006, ce qui a imposé le retrait des Routemaster trop dangereux, avec environ douze personnes décédées par an après être tombées du bus. Les derniers exemplaires ont été retirés du service régulier en décembre 2005.

### Les projets de remplacement FRM et XRM
Une première tentative de concevoir une version du Routemaster à entrée par l'avant, et donc avec le moteur à l'arrière, date de  1964/65 et a conduit à la construction du FRM1 (Routemaster à entrée avant) en 1966. Le prototype partageait environ 60 % de ses composants avec le modèle standard et était le premier Routemaster à deux étages à moteur arrière construit intégralement en Grande-Bretagne. Du fait de sa porte unique, un sérieux handicap pour un autobus de cette capacité et des problèmes mécaniques récurrents, le FRM1 n'a pas été développé plus avant.
En 1968, London Transport a relancé une étude pour remplacer le Routemaster, avec une date objectif de 1985. Le résultat fut un véhicule à plancher surbaissé à quatre essieux. En 1975, le projet était assez avancé et était nommé XRM (Experimental Route Master). Les caractéristiques du véhicule étaient un moteur latéral pour garantir une flexibilité maximale dans l'implantation des portes et des sièges et une transmission hydraulique à quatre essieux avec de petites roues pour obtenir un plancher le plus bas possible. Les essais réalisés au milieu des années 1970 ont été décevants. En 1978, le projet XRM a été remis en cause et s'est transformé en un véhicule plus conventionnel avec la porte arrière placée derrière l'essieu arrière. Le moteur fonctionnait au GPL et la suspension était hydraulique pour abaisser le plancher aux arrêts. Le projet XRM a été arrêté en septembre 1980 car le coût estimé de la fabrication des 2.500 exemplaires nécessaires était de 153 millions de £ivres sterling alors que la modernisation des 2.700 Routemaster actuels ne coûtait que 13,5 millions de £ivres. Parallèlement, London Transport s'était fortement engagé pour le Leyland Titan B15, considéré comme une option plus viable.
Dix ans plus tard, London Transport a cherché de nouveau à remplacer le Routemaster. En 1989, une étude a été confiée à  Dennis Bus, Walter Alexander Coachbuilders et Northern Counties. Le cahier des charges avait surpris plus d'un avec la volonté d'avoir un nouvel autobus à impériale avec une demi-cabine et un accès à l'arrière identique au Routemaster d'origine.

### Le concours Bus pour Londres
Le 3 septembre 2007, le candidat à la mairie de Londres, Boris Johnson , annonce qu'il voulait un Routemaster moderne. En décembre 2007, la revue automobile Autocar charge la société Capoco, concepteur de l'innovant midibus Optare Solo, de proposer un Routemaster de nouvelle génération. Le projet baptisé RMXL, était un autobus à plancher surbaissé, à motorisation hybride sur un châssis en aluminium, pouvant doubler la capacité debout de l'ancien Routemaster, et exploité uniquement par un conducteur. 
Après avoir été élu le 4 juillet 2008, Johnson annonce le lancement du concours "New Bus for London". Un premier concours organisé par "Transport of London" fait appel à des constructeurs nationaux mais il faut attendre le mois d'avril 2009 pour voir apparaître un appel à candidature publié au Journal officiel de l'Union européenne. Après une première sélection, six constructeurs sont retenus et invités à négocier le contrat de conception et de construction du nouvel autobus : Alexander Dennis, EvoBus (Mercedes-Benz), Hispano Carrocera, Optare, Scania et Wrightbus. Tous ayant satisfaits aux critères de pré-qualification dont la démonstration qu'ils disposaient d'une capacité de production de 600 autobus en trois ans. Volvo a refusé le processus d'appel d'offres. Transport for London avait fixé au 14 août 2009 la date limite de remise des offres détaillées, Scania et Evobus se sont retirés avant cette date limite. Scania ne croyait pas pouvoir produire le premier prototype dans le délai imparti, et Evobus avait des inquiétudes car ils ne fabriquaient à l'époque aucun véhicule à deux étages.
Le 23 décembre 2009, le constructeur d'Irlande du Nord, Wrightbus, remporte le contrat du futur Routemaster. Le contrat prévoit un bus d'une capacité d'au moins 87 passagers, deux escaliers, trois portes et une plate-forme arrière qui peut être ouverte ou fermée avec une porte lorsqu'il n'y a pas de conducteur à bord. Le bus est un hybride, pour le rendre 40 % plus économe en carburant qu'un bus diesel conventionnel et 15 % de plus que les bus hybrides déjà en service à Londres, réduisant les émissions d'oxyde d'azote de 40 % et les particules de 33 % par rapport aux bus diesel.
Le 17 mai 2010, le projet définitif est dévoilé par Wrightbus, avec des verres asymétriques comme caractéristique de style "futuriste". Transport for London et Wrightbus ont travaillé avec Heatherwick Studio pour le style. Comme il s'agit d'un bus emblématique pour Londres, TfL a déposé une demande auprès de l'Office de la propriété intellectuelle pour la protection du design extérieur.

### Production
Le premier prototype a été conduit par Boris Johnson lors d'une présentation publique le 27 mai 2011. Le premier prototype fonctionnel a été dévoilé en décembre 2011. Le premier autobus a été mis en service par Arriva London le 27 février 2012. Durant la campagne électorale pour la Mairie de Londres en 2012, Ken Livingstone a déclaré qu'il n'achèterait plus de nouveaux bus pour Londres en raison du prix mais, Boris Johnson ayant remporté l'élection, valide en septembre 2012 la commande de 600 nouveaux bus grâce à avec un financement public de 160 millions de £ivres sterling.  
Les 272 premiers exemplaires ont été livrés avec des moteurs Euro 5, sauf six unités équipées de moteurs d'essai Euro 6. Les livraisons restantes ont reçu des moteurs Euro 6. En 2014, 200 exemplaires supplémentaires été commandés, portant le total à 808 unités. Ce nombre a été ramené à 805. En janvier 2016, une autre commande complémentaire a été passée, portant le total à 1.000.
En juin 2015, la sécurité de la porte arrière a été modifiée pour faire en sorte que la porte ne puisse pas s'ouvrir durant les trajets. Le principe de plate-forme ouverte "hop-on, hop-off" d'origine a été supprimé. Un exemplaire a été construit avec un empattement réduit pour une longueur totale de 10,1 m au lieu des 11,3 mètres avec une diminution de 8 places assises est entré en service en 2016.
Fin 2016, le nouveau maire de Londres, Sadiq Khan, a bloqué l'achat de nouveaux véhicules pour permettre de financer le gel des tarifs des transports publics pendant quatre ans, comme il l'avait promis. Aucun nouveau bus Routemaster ne sera acheté pour Londres.

### Critiques
Si l'ancien Routemaster a fait la réputation de Londres par sa longévité, le nouveau modèle, tant attendu par les londoniens, a fait l'objet, dès son apparition de nombreuses critiques de la part des usagers.
Le New Routemaster a été critiqué pour l'inefficacité de sa climatisation. Le maire Boris Johnson a répondu que le système fonctionnait comme prévu mais la température relevée dans les autobus dépassait largement la température autorisée pour le transport d'animaux, supérieure à 30 °C.
Les fenêtres du pont supérieur ont été critiquées pour être trop petites, ne donnant pas des vues comparables aux autres modèles d'autobus et surtout pour le manque de luminosité au niveau  supérieur jugé très "sombre".
En juillet 2015, la BBC a signalé un niveau très élevé de pannes de batteries, 80 nouveaux Routemaster fonctionnant en permanence en mode diesel. 200 exemplaires avaient des batteries défectueuses, qui auraient dû être remplacées sous garantie. Un nouveau type de batterie aurait dû être monté mais sa fiabilité était encore moins bonne. Le mauvais fonctionnement des batteries rend le bus très lent avec une faible accélération, tout en augmentant son niveau de pollution. 
Avant 2017, les autobus New Routemaster avec des batteries défectueuses émettaient plus de particules nocives que les vieux bus qu'ils remplaçaient. Christian Wolmar, candidat à la mairie de Londres et spécialiste dans le domaine des transports, a révélé le premier les problèmes avec les nouveaux Routemaster. En juillet 2015, il déclarait : C'est une preuve supplémentaire que ce projet a été mal conçu dès le départ ... Il n'est pas surprenant que les émissions soient plus élevées. que ceux des bus conventionnels car le New Bus for London ne fonctionne pas comme prévu. Il est censé être alimenté par un moteur électrique, mais utilise plutôt son moteur diesel inefficace qui devrait, dans des conditions normales, fonctionner à vitesse constante.